# Baskervilla pastasae
Baskervilla pastasae är en orkidéart som beskrevs av Leslie Andrew Garay. Baskervilla pastasae ingår i släktet Baskervilla och familjen orkidéer.
Artens utbredningsområde är Ecuador. Inga underarter finns listade i Catalogue of Life.